# Villiers-le-Bâcle
Villiers-le-Bâcle  [vilie lǝ bakl] je francouzská obec v departementu Essonne v regionu Île-de-France.

## Poloha
Obec Villiers-le-Bâcle se nachází asi 22 km jihozápadně od Paříže. Obklopují ji obce Toussus-le-Noble na severu, Saclay na severovýchodě a na východě, Saint-Aubin na jihovýchodě, Gif-sur-Yvette na jihu, Saint-Rémy-lès-Chevreuse na jihozápadě a Châteaufort na západě a severozápadě.

## Partnerské obce
- Bildeston, Spojené království
- Waterville, Kanada